# 欧错
欧错是一个位于中国青海省格尔木县的湖泊，面积约为40平方千米。